# Alberto Negrin
Alberto Negrin, né le 2 janvier 1940 à Casablanca, est un réalisateur italien.

## Biographie
Ses parents avaient quitté l'Italie pour le Maroc afin de fuir le fascisme mais retournèrent dans leur pays d'origine après la fin de la guerre. Alberto Negrin fait ses études en philosophie à l'Université de Milan après avoir passé un baccalauréat classique. En même temps il fréquente l'école d'interprètes et avec quelques camarades d'études met en scène au Centro Pavoniano, le 28 mars 1962, Chicken Soup with Barley en langue originale, et obtient un bon succès. Passionné de photographie il collabore dans cette fonction à diverses magazines (dont Storia Illustrata, Panorama, L'espresso, L'Europeo). En 1962, après diverses expériences théâtrales il entre au Piccolo Teatro de Milan, où il est assistant à la régie de Giorgio Strehler, Orazio Costa, et Virginio Puecher. 
À partir de 1966 il signe plusieurs régies pour le Piccolo Teatro où en 1969 il se lance dans la réalisation du film-enquête Operai (Ouvriers). À partir de 1968 il se consacre aussi au cinéma et à la télévision, avec la réalisation d'enquêtes, de feuilletons télévisés
et de fictions tirées d'œuvres littéraires à caractère biographique. Parmi ses premiers travaux télévisuels il y a le Feuilleton télévisé pour enfants Il gatto con gli stivali (Le Chat Botté) (1969), Racket, une enquête de 1972 sur le recrutement de main d'œuvre clandestine par la mafia, Il Picciotto (1973), La promessa, tiré du livre de Dürrenmatt.
Dans les années 80 il réalise d'autres feuilletons télévisés, comme La Cinquième Femme tiré du roman de Maria Fagyas, la série La Chute de Mussolini (1985), sur Benito Mussolini, et Le Secret du Sahara, inspiré du roman d'Emilio Salgari. En 1990 il tourne une co-production italo-américaine Embarquement pour l'enfer avec  Burt Lancaster, sur le détournement du navire Achille Lauro par un commando palestinien en 1985.
Dans les années 1990 et 2000 il continue de faire des réalisations de miniséries TV dédiées à des personnages illustres come  Perlasca - Un eroe italiano, Gino Bartali - L'intramontabile et Pane e libertà, portrait des aventures humaines et politiques du syndicaliste  Giuseppe Di Vittorio; il y a aussi les séries Una questione privata (adaptée du roman de Beppe Fenoglio), I guardiani del cielo, série de Rai Uno située au Moyen-Orient, Il cuore nel pozzo (2005) et L'ultimo dei Corleonesi (2007), toujours pour Rai Uno.

## Théâtre
- Atomo, storia di una scelta (1965)
- Il bandito (1966)
- Sentite, buona gente, Peppino Marotto, poeta orgolese (1967)
- Colui che dice di sì e colui che dice di no (1969)
- Operai, (film pour le théâtre "Piccolo") (1969)
- Interrogatorio alla Avana (1972)

## Filmographie

### Documentaires
- 1969 : Operai
- 1977 : Commando ultrà curva sud
- 1978 : Colonna BR Walter Alasia
- 1980 : Il mondo delle multinazionali
- 1983 : Di fronte di profilo
- 1988 : Franceschini e le BR
- 1988 : La felicità
- 1990 : I comici
- 1990 : Scambio di coppie
- 1990 : Amore dietro le sbarre
- 1991 : Agenzie matrimoniali
- 1992 : Barboni
- 1992 : Racket usura tangenti
- 1992 : Gigolò
- 1992 : Cicciolina - Moana - Ramba
- 1993 : Renato Curcio
- 1995 : Scuola di seduzione
- 1996 : Processo Priebke
- 1996 : I cercatori di anime gemelle
- 1999 : Mercanti di donne
- 2003 : Casting

### Fictions de cinéma
- 1978 : Énigme rouge (Enigma rosso )
- 1979 : Volontari per destinazione ignota (it)

### Fictions de télévision
- 1965 : Quando ne avrà ventuno, épisode de la série Vivere insieme
- 1968 : Platero y yo
- 1968 : Inchieste televisive in America Latina
- 1969 : Il gatto con gli stivali – téléfilm
- 1970 : Kennedy contro Hoffa
- 1971 : La rosa bianca
- 1971 : Astronave Terra – minisérie
- 1971 : La risposta di Peppino Manca
- 1972 : Lungo il fiume e sull'acqua
- 1973 : Il picciotto
- 1974 : L'olandese scomparso
- 1975 : Processo per l'uccisione di Raffaele Sonzogno giornalista romano
- 1976 : Mayakowskji
- 1976 : La spia del regime
- 1977 : Il delitto Notarbartolo
- 1979 : La promessa
- 1980 : Bambole: scene di un delitto perfetto
- 1982 : La Cinquième Femme (La quinta donna) – minisérie
- 1985 : La Chute de Mussolini (Io e il Duce)
- 1988 : Le Secret du Sahara (Il segreto del Sahara) – minisérie
- 1990 : Embarquement pour l'enfer (Viaggio nel terrore - L'Achille Lauro)
- 1991 : Una questione privata – téléfilm
- 1995 : Missus – téléfilm
- 1999 : I guardiani del cielo
- 2001 : Nanà – minisérie
- 2001 : Perlasca - Un eroe italiano (it)
- 2003 : Ics (it) (Ics: L'amore ti dà un nome)
- 2005 : Il cuore nel pozzo (it)
- 2006 : Gino Bartali - L'intramontabile (it)
- 2007 : L'ultimo dei Corleonesi (it)
- 2009 : Pane e libertà (it)
- 2009 : Mon amie Anne Frank (it) (Mi ricordo Anna Frank)
- 2012 : Paolo Borsellino - I 57 giorni – téléfilm
- 2012 : L'isola (it) – série
- 2014 : Un mondo nuovo – téléfilm
- 2014 : Qualunque cosa succeda – minisérie
- 2016 : Tango per la libertà – minisérie
- 2018 : Il diavolo - Esorcisti posseduti
- 2019 : Vincenzo Pipino, ladro gentiluomo
- 2020 : Rita Levi-Montalcini – téléfilm pour la Rai (également scénariste)